# Бернасер, Жорди
Жорди Берна́сер (кат. Jordi Bernàcer i Valdés, род. 5 ноября 1976, Алькой) — испанский (каталонский) дирижёр.

## Биография
C шести лет начал учиться музыке в Валенсианской консерватории имени Хоакина Родриго по специальностям флейта, музыковедение, дирижирование. Блестяще[нейтральность?] закончил Konservatorium Wien, на экзамене дирижировал Пятой симфонией Сибелиуса. В 2004 назначен вторым дирижером Cor de la Generalitat Valenciana. Ассистировал Лорину Маазелю, Риккардо Шайи, Эндрю Дэвису, Зубину Мете, Рейнберту де Леу, Фредерику Шазлену, Валерию Гергиеву. Помимо оркестров Испании, работал с Филармоническим оркестром Баден-Бадена, оркестром Словацкого радио и телевидения, оркестром и хором театра Карло Феличе в Генуе и театра Сан-Карло в Неаполе, РНМСО, оперного театра Сан-Франциско, камерными оркестрами Берлина, Праги, Катара и др.

## Репертуар
Дирижировал операми: «Балаганчик маэсе Педро» Мануэля де Фальи, «Кот в сапогах» Шавье Монтсальватже, «Разгневанный король» Руперто Чапи, «Опера нищих» Бенджамина Бриттена, «Манон» Жюля Массне, «Кармен» Жоржа Бизе, «Тоска» Джакомо Пуччини, «Случай делает вором» Джоаккино Россини, «Сельская честь» Пьетро Масканьи.
Дирижировал сочинениями Гайдна, Бетховена, Мендельсона, Брамса, Мусоргского, Равеля, Стравинского, Бартока, Шостаковича, Жоливе, молодых испанских композиторов, концертными выступлениями Пласидо Доминго и др.

## Признание
В 1997 году получил премию Verein Wiener Musikseminar. Финалист Национального конкурса молодых дирижёров в Гранаде в 1999 и 2003.